# الحوت الأبيض (أنمي)
الحوت الأبيض مسلسل رسوم متحركة من إنتاج تلفزيون طوكيو وقد عرض للمرة الأولى من 4 أبريل 1980 إلى 26 سبتمبر 1980.

## الشخصيات

### شخصيات الخير
- فارس بصوت فلاح هاشم: فتى يبلغ من العمر 15 سنة يسكن في قرية ساحلية عند فوجي ثم يتم أخذه إلى الجزيرة الشرقية حيث يرفض في البداية الاندماج مع أصدقائه ولكن بسبب مقتل جميع أفراد عائلته فإنه يقرر الثأر وأن يصبح قائدا لهم. في النهاية يقع في حب هبة ابنة صابر.
- صقر بصوت علي محمد إبراهيم: فتى يبلغ من العمر 15 سنة كان يلعب في صفوف منتخب البرازيل وكان نجما بارزا. حازم وعصبي وفي النهاية يقع في حب رنا.
- رنا بصوت سناء التكمجي: فتاة تبلغ من العمر 14 سنة كانت لاعبة تنس أرضي متألقة. متشائمة وتتوقع الأسوأ وفي النهاية تقع في حب صقر.
- شامل بصوت عبد الله الأستاذ: فتى يبلغ من العمر 15 سنة كان راعي للحيوانات ويستطيع التواصل معها ويتميز بخفة الظل واللطافة.
- مفيد بصوت سعاد جواد: فتى يبلغ من العمر 13 سنة يتميز بغزارة العلوم الذي يعرفها ويلبس دوما النظارات.
- صابر طارق عبد اللطيف: إمبراطور حضارة ما قبل أكثر من 30 ألف عام وفي الوقت الحالي فإنه يظهر بمظهر المسنين. انتقل إلى دماغ الحوت الأبيض وبدأ في التحكم معه من خلال هذا الأمر.
- هبة بصوت مها المصري: ابنة صابر تبلغ من العمر 14 سنة تتميز بالرقة وتلبس ملابس طويلة وفي النهاية تتحول إلى فتاة بشرية وتقع في حب فارس.
- مشمش بصوت إيمان حسين (ممثلة عراقية): ملاك صغير طائر يرافق دوما المحاربين الخمسة خاصة شامل.

### شخصيات الشر
- عدوان بصوت مسافر عبد الكريم: إمبراطور قارة الأتلانتيك يصحو من سباته عندما يتم الحصول على طاقة الأوليهالكون ويقود جيوشه من أجل العودة إلى كوكب الأرض.
- نمرة بصوت نور الهدى صبري: زوجة عدوان وأم دواس ودهاس. أثناء سبات عدوان تقود القوات الغازية حتى يتم الحصول على طاقة الأوليهالكون واستيقاظ زوجها ثم تموت في النهاية مضحية بحياتها من أجل حضارتها.
- دواس: الولد الأكبر لعدوان وأيضا نائب الإمبراطورة يتميز بولائه الشديد وشخصيته الشرسة يستطيع اكتشاف طاقة الأوليهالكون في القطب الجنوبي ويضحي بحياته من أجل منع المحاربين الخمسة من الوصول إليه.
- دهاس بصوت جاسم النبهان: الولد الأصغر لعدوان ويصبح نائبا عند وفاة أخوه. تتميز شخصيته بالطيبة والمحبة ويعشق راندا ابنة صابر ويتزوجها وبعدها يتوفى بسبب إصابته بجرح قاتل من أبوه.
- راندا: ابنة صابر يأخذها عدوان عنده رهينة ويحاول استغلالها كطعم من أجل التغلب على صابر. تتزوج من دهاس وتموت معه في النهاية.
- بارع: حارس مرمى منتخب بيرو يترك بطولة كأس العالم من أجل حماية مركز الفضاء الأتلانتيكي الذي يعتقد بأنه أحد المقدسات عند قبيلته ثم يموت في النهاية دفاعا عنه.

## الأماكن التاريخية
| - قارة اطلانتس - الجزيرة الشرقية - جبل فوجي | - الأهرامات - الإنكا - جبل أرارات | - نازكا - مثلث برمودا - هيمالايا | - القارة القطبية الجنوبية - مقبرة الحيتان - بحر الشيطان |

## القصة
تبدأ الأحداث في عام 1982 بسرد حول أن في كل 180 عام تتجمع كواكب النظام الشمسي في خط مستقيم أمام الشمس ويؤدي اجتماع هذه الكواكب على خط واحد إلى اندماج في قوى الجاذبية لكل كوكب من الكواكب فتتعاظم محصلة الجاذبية فتسبب حدوث ظواهر طبيعية غير مألوفة في كواكب النظام الشمسي ومنها كوكب الأرض حيث تغزو مياه المحيطات البراري وتندلع الحرائق فيجتمع أعضاء منظمة الأمم المتحدة من أجل مواجهة هذه المشكلة ولكنهم يتجادلون من دون التوصل إلى إيجاد حل.
استغل الأتلنتيون حالة الدمار في كوكب الأرض فراحوا يهاجمونها. في أثناء ذلك أنقذت الفتاة الغامضة هبة الصبي فارس وأحضرته مع 4 أطفال إلى الجزيرة الشرقية. كان لكل واحد من هؤلاء الأطفال علامة مميزة على جسمه. وفي معركة يائسة التقت القوات العالمية مع الغزاة الأتلانتيك وحين فشلت في صدهم انشق سطح البحر ليخرج منه حوت أبيض راح يطير في الفضاء ويصد الغزاة المهاجمين للأرض.
عندما جاءت هبة بفارس وأصدقائه الصغار إلى الجزيرة الشرقية قادتهم إلى صابر للمرة الأولى الذي قال لهم بأن الهدف الأول للغزاة الأتلانتيك هو الحصول على طاقة الأوليهالكون المخزنة في الأرض والتي تعود فائدتها إلى الأرض نفسها. الأتلانتيك يحاولون الحصول على هذه الطاقة القوية لتسيير كوكبهم وقد اختارهم لمنع الغزاة الأتلانتيك من تحقيق هدفهم. لم يقتنع فارس كثيرا بما سمعه. واستعدادا لغزو الأرض أقام الغزاة الأتلانتيك قاعدة لهم على سطح القمر.
لم يكن فارس يعلم بأن هناك صراعا نشأ منذ 30 ألف عام بين إمبراطورية الأتلانتيك وإمبراطوريته. ولم يكن يدرك السبب الذي من أجله اختير هو بالذات ليحارب إلى جانب صابر. في تلك الأثناء دك الغزاة الأتلانتيك الجبل الأزرق حيث ولد فارس وحطموا كل القرى الصغيرة فهلك أهلها جميعاً وعندما علم فارس بما فعله الغزاة قرر أن ينتقم منهم. ثم تم انقاذ فارس من قبل صقر وأصدقائه الآخرين وأخيرا اقتنع فارس بأن أمامه مهمة كبيرة وهي الدفاع عن الأرض.
عرف فارس السبب الذي من أجله اختير ليكون محاربا ضد الغزاة وذلك بعد أن دخل في بطن الحوت الأبيض وشاهد أحداثا وقعت قبل 30 ألف عام. كان صابر قلقا من دخول الحوت الأبيض حربا ضد الغزاة الأتلانتيك فهذا معناه فناء الجنس البشري ولكي يكون صابر مستعدا لعودة الغزاة الأتلانتيك بعد 30 ألف عام ليغزو الأرض ثانية فقد اختار 4 محاربين أشداء من أصل خمسة ونقل أفكارهم وطاقتهم إلى عالم ما بعد 30 ألف عام ليشتركوا في حرب مع الغزاة الأتلانتيك وكان فارس أحد أولئك المحاربين.
قرر دهاس نائب قائد القوات الغازية للأرض أن يقضي على الحوت الأبيض فاكتشف أن فارس وأصدقائه الأربعة متحصنون داخل الحوت لم يكن الحوت الأبيض حوتاً عادياً فقوته كان يستمدها من اتحاد قوى المحاربين الخمسة الذين استطاعوا أن يتصدوا لقوات دهاس وأن يهزموها واحتفالا بأول نصر لهم فقد صعد المحاربون الخمسة إلى الحوت الأبيض.
كانت المعارك السابقة تنذر بنهاية حياة الحوت الأبيض فقد حوصر الحوت عندما كان يحاول إنقاذ فارس وصوب العدو نيرانه نحو بطن الحوت وهي أضعف نقطة في جسمه وأصابه إصابة قاتلة. غاص الحوت على أثرها في أعماق البحر.
استطاعت قوات الأعداء الغزاة بقيادة دهاس أن تهزم قوات الأمم المتحدة. في تلك الأثناء لم يكن أمام فارس وأصدقائه سوى أن يواجهوا الأعداء وحدهم بعد أن فقدوا الحوت الأبيض انطلق فارس لمواجهة الغزاة وحده ولكنهم استطاعوا أن يأسروه وحينما علم أصدقائه أسرعوا لمساعدته واستطاعوا أن يفكوا أسره وفي لحظة المواجهة الحقيقية بين المحاربين الخمسة وبين الغزاة الأتلانتيك ظهر الحوت الأبيض لينقذ المحاربين من خطر حقيقي.
اتجهت قوات الغزاة الأعداء إلى ماغو من أجل البحث عن طاقة الأوليهالكون فيأمر صابر فارس وأصدقائه لمواجهتهم هناك وينجحون في التغلب عليهم وطردهم ولكن فارس يصاب فتنقذ هبة عن طريق قواها الخارقة.
يخبر صابر فارس وأصدقائه عن أنه عند خلق الكون كان يوجد طاقتين الأولى معدنية إيجابية وهي الكريل التي كانت تجعل الحضارات تهتم بالعلوم والمحبة والتعاطف والثانية مشعة سلبية وهي الأوليهالكون وكانت تجعل الحضارات قاسية وجشعة. نتيجة لذلك فإن فارس يستعين بصديقه مفيد المثقف الذي يخبرهم بأن يذهبوا للبحث عن الطاقة في الحضارات القديمة والبدء من جبل أرارات في تركيا. يأمر دهاس أحد جنوده ويدعى ساطور للتخلص من الحوت الأبيض فيتجه للبحث عنه حتى يجده ولكن يستطيع فارس التغلب عليه.
يعلم دهاس أن مركز الفضاء الأتلانتيك ما زال باقيا سفح جبال الأنديز فيأمر أحد جنوده بالذهاب إلى هناك من أجل استخدامه في البحث عن طاقة الأوليهالكون. في هذه الأثناء يشتد حنين صقر أحد المحاربين الخمسة من أجل العودة للمشاركة مع منتخب بلاده البرازيل ومواجهة صديقه القديم بارع حارس مرمى منتخب بيرو في بطولة كأس العالم لكرة القدم 1978 التي ستقام في الأرجنتين. يذهب صقر إلى الأرجنتين من أجل المشاركة في البطولة ولكنه يعلم بعدها أن بارع عاد إلى قبيلته من أجل حماية رمز الطائر الذي تقدسه قبيلته من دون أن يعلم بأن هذا رامز ما هو إلا مركز فضاء الأتلانتيك. تصل معلومات إلى فارس مع أصدقائه بأن قوات الغزاة ستذهب إلى هناك فيسافرون إلى آثار النازكا ويستطيعون ردع قوات الأعداء ولكن يلقى بارع حتفه.
تقرر قوات الغزاة الأعداء البحث عن طاقة الأوليهالكون في البحر ويقرر دهاس الذهاب في هذه الرحلة الاستكشافية ولكن حبيبته راندا المشتاقة لكوكب الأرض تغافله وتذهب بدلا عنه إلى مثلث برمودا. يعلم فارس وأصدقائه بتواجد قوات الأتلانتيك هناك فيذهبون ولكن الحوت الأبيض يمنعهم لاحساسه بوجود خطر ولكن فارس يتمكن وحده من تجاوز الحوت والالتقاء في مواجهة مع راندا ولكنهما يختفون. يعلم دهاس من مساعديه بأن قبل 30 ألف عام كانت هذه المنطقة تخضع لتجاربهم في القنبلة ضد الجاذبية وأن آثارها ما زالت باقية. نتيجة لهذه التجارب تظهر سمك الراي اللاسع بحجم كبير تحاول القضاء على فارس وراندا فيتدخل الحوت وينقذهما معا.
يخبر عالم في الأتلانتيك القيادة بأنه إذا لم يتم ايجاد طاقة الأوليهالكون خلال شهر واحد فإن قارة الأتلانتيك ستتحطم باصطدامها بكوكب المشتري. يعلم مفيد بأن مكتبة ضخمة للأتلانتيكيين موجودة في جبال الهيمالايا فيتجهون جميعهم إلى هناك ويستطيعون الحصول على كمية من الكتب بعدما تغلبوا على الديناصور الطائر ولكن تتعرض هبة إلى الإصابة وينقذها فارس. بعد العودة إلى الجزيرة الشرقية يعترف فارس بإعجابه بهبة فتفرح كثيرا بهذا الكلام.
يرسل دواس أحد جنوده راضي من أجل البحث عن طاقة الأوليهالكون في القطب الجنوبي ويسافر في نفس الوقت فارس وأصدقائه إلى نفس المنطقة للغرض نفسه. من خلال آلة جلبها مفيد من جبال الهيمالايا يشغل طاقة الأوليهالكون ويذيب جميع الثلوج وتظهر حضارة كاملة كانت مختفية في الأسفل.
يقود دواس عملية تجميع طاقة الأوليهالكون ولكن فارس وأصدقائه والحوت الأبيض يعترضونه مما يجبره على البقاء في المركبة المقاتلة وفصلها عن مركبة التخزين والتي يقودها دهاس وراندا ونتيجة لذلك فإن الحوت يتغلب عليه ويلقى دواس حتفه.
تقرر إمبراطورة الأتلانتيك تعيين دهاس مكان دواس نائبا لها. يعود دهاس إلى كوكب الأرض من أجل الانتقام من فارس الذي قتل أخيه. يطلب صابر من المحاربين الخمسة العودة إلى بيوتهم لأنه سيحارب وحده بالإضافة إلى هبة ولكن يصر المحاربون الخمسة على البقاء ويطردون دهاس ويعيدونه إلى مكانه.
يرسل دهاس رسالة إلى منظمة الأمم المتحدة طالبا منهم الاستسلام لصالح الأتلانتيك فيخضعون لهم بسبب ضعفهم ويطلبون من المحاربين الخمسة تسليم الحوت الأبيض ولكنهم يرفضون فتطلق قوات الأمم المتحدة النيران على الحوت من أجل تدميره ولكن قائد قوات الأمم المتحدة يتعاطف مع الحوت ويقرر وقف تدميره وبها يتحول الحوت الأبيض ويصبح أكثر قوة من ذي قبل.
يذهب دهاس برفقة راندا إلى صابر من أجل مفاوضاته بالاستسلام ولكنه يرفض ويتفاجيء من راندا ثم يعترف للمحاربين الخمسة وهبة بأنها ابنته التوأم ويخبرهم بالقصة أنه قبل أكثر من 30 ألف عام قرر صابر وضع حد نهائي للحرب مع الأتلانتيك بعقد هدنة بينهما ولكن الإمبراطورة نمرة تطلب منه ابنته راندا من أجل تزويجها مستقبلا من أحد ولديها فيوافق صابر على مضض ولكن سرعان ما تندلع الحرب مجددا. في هذه الأثناء تأمر الإمبراطورة بإطلاق سلاح الأوليهالكون لتدمير الجزيرة الشرقية ولكن الحوت الأبيض يتصدى له بفضل قوته الجديدة ويدمر هذا السلاح وسط دهشة الإمبراطورة.
تقرر الإمبراطورة استخدام طاقة الأوليهالكون لتوجيه النيازك إلى الأرض من أجل القضاء على صابر والحوت الأبيض ولكنها تفشل فترسل راندا من أجل أن تقضي على أبيها وفي نفس الوقت ترسل النيازك للقضاء على الاثنين ولكن الحوت الأبيض ينقذ الجميع ويأتي دهاس لإرجاع راندا إلى قاعدة الأتلانتيك. بفضل طاقة الأوليهالكون يستيقظ الإمبراطور عدوان من سباته ويعلن أنه سيعود إلى كوكب الأرض.
بسبب النيازك فإن الحوت الأبيض يتعرض لإصابات قاتلة تدفعه للذهاب إلى مقبرة الحيتان في أسفل المحيط ولكن المحاربين الخمسة ومعهم هبة لا يستسلمون ويذهبون إليه من أجل أن يحثوه على العودة فيخبرهم صابر أن الحوت سيبعث من جديد أقوى من ذي قبل من أجل مواجهة قوات الأتلانتيك بزعامة إمبراطورهم عدوان. تأمر الإمبراطورة يسجن راندا بحجة أنها فشلت في القضاء على الحوت الأبيض فيحزن دهاس ويتحدى أمه ويخرج راندا من السجن.
يتجادل دهاس مع أبيه الإمبراطور رافضا سياسته التدميرية للأرض ويذهب بعيدا عنه فيأمر الإمبراطور أحد جنوده بمهاجمة الحوت الأبيض في الفضاء الخارجي فيطبق خط الفخ الحجري ولكن الحوت يفلت منها وعقابا لهذا الجندي فإنه يأمر بالذهاب في مواجهة انتحارية مع الحوت إما الانتصار أو الموت ولكن يستطيع الحوت التغلب على حيلة الاختفاء والظهور التي يجيدها.
تقود الإمبراطورة هجوما على الحوت الأبيض ولكنها تفشل في القضاء عليه فتستغل راندا كطعم وتعترف لها بأن أبوها هو صابر وأن عليها الإثبات على ولائها للإمبراطور فتذهب إلى مواجهة الحوت الأبيض وتستغل الإمبراطورة هذا الأمر لتوجيه طاقة الأوليهالكون للقضاء على الاثنين ولكن راندا تبعد الحوت الأبيض عن الموقع وتنقذ حياة الجميع من دون أن تعرف لماذا فعلت هذا الأمر.
يقود الإمبراطور قارة الأتلانتيك للهبوط على سطح كوكب الأرض ولكن الحوت الأبيض يطفيء جميع الأنابيب النفاثة. الإمبراطورة تعترف لابنها دهاس أمام أبوه بأن جسمها فقدته بالكامل في حروب سابقة ولم يبق سوى عقلها ووضعت مكانه جسم حديدي فتستغل هذا الأمر من أجل أن تختزن طاقة الأوليهالكون وأن تطير وتشغل الأنابيب النفاثة ولكن الحوت يتصدى لها ويقضي عليها ولكن الإمبراطور عدوان يستغل انشغال الحوت فيهبط بالقارة على سطح البحر بنجاح.
أثناء احتفال الإمبراطور عدوان بعودته للأرض يأمر دهاس بقتل راندا ولكنه يحررها وفي نفس الوقت يهب المحاربون الخمسة لحملها والابتعاد بها من قارة الأتلانتيك ولكنها تصر على العودة من أجل أن تكون بالقرب من حبيبها دهاس.
على إثر عودة راندا تجمع حولها بعض الجنود المؤيدين للسلام ودهاس من أجر تحريره من قبضة الإمبراطور عدوان وينجحون في هذا الأمر في بادئ الأمر ولكن يستطيع عدوان اللحاق بهم وإيجادهم في مخزن طاقة الأوليهالكون فيحاول قتل ابنه دهاس ولكن راندا تفتدي بنفسها فتتعرض لإصابة في الظهر ثم يكمل عدوان عمله بقلع عيني ابنه من أجل أن لا يشاهد حبيبته. يهرب دهاس بمساعدة راندا على متن إحدى مقاتلات الأتلانتيك ويعودوا إلى الأرض ويطلب يد راندا للزواج من أبوها صابر الذي يوافق بعد إصرار أختها هبة على إتمام هذه الزيجة ولكنهما يتوفيان في نهاية الأمر.
يقود الإمبراطور عدوان هجوم على مقر صابر في داخل المحيط وكاد أن يهزم المحاربين الخمسة ولكن هبة تذكرهم باستخدام طاقة كريل الخيرة فيستطيعون التصدي له والتغلب عليه وإغراق قارة الأتلانتيك في البحر مما يجبر عدوان على الهروب بمركبته وتحدي صابر في منازلة فردية بينهما.
يتحارب إمبراطور الأتلانتيك عدوان مع صابر وفي البداية يستطيع عدوان التغلب على صابر ولكن المحاربين الخمسة يسلطون طاقة كريل نحو صابر والحوت الأبيض اللذان يستعيدان قوتهما ويتغلبان نهائيا على عدوان. يهبط المحاربون الخمسة على ساحل البحر وتكتشف هبة أنها تحولت أخيرا إلى فتاة بشرية ويعيش الجميع في سلام دائم.

## عناوين الحلقات
| - الحلقة 1 : الصحوة من الحوت الأبيض - الحلقة 2 : أطفال مو - الحلقة 3 : فقدت البلاد - الحلقة 4 : 30 ألف عام مضت - الحلقة 5 : الحوت الأبيض والمحاربون الخمسة - الحلقة 6 : هزيمة الحوت الأبيض - الحلقة 7 : تحول الحوت الأبيض - الحلقة 8 : سر هبة - الحلقة 9 : البحث عن الأوليهالكون - الحلقة 10 : علامات غامضة على الأرض - الحلقة 11 : في مثلث برمودا - الحلقة 12 : في فترة ما قبل التاريخ - الحلقة 13 : وجدنا الأوليهالكون |  | - الحلقة 14 : المدينة القديمة أتلانتيك - الحلقة 15 : وداع المحاربون الخمسة - الحلقة 16 : دموع الحوت الأبيض - الحلقة 17 : أصل راندا - الحلقة 18 : صحوة الشيطان - الحلقة 19 : الحوت الأبيض يتجول في الكون - الحلقة 20 : أتلانتيك كوكب الرعب - الحلقة 21 : مأساة راندا - الحلقة 22 : نمرة القتيلة - الحلقة 23 : دهاس الخائن - الحلقة 24 : الحب المأساوي بين دهاس وراندا - الحلقة 25 : المعركة الحاسمة - الحلقة 26 : نحو عالم من الحب |

## كلمات المقدمة
فارس شامل ورنا.. صقر ومفيد هنا.. خمسة فرسان شجعان.. وفضاء الكون الميدان.. هبة أيضا كانت معهم.. وكذا مشمش قد ساعدهم.. والحوت الأبيض ساندهم.. في صد العدوان
الأرض الأرض محبتهم رصدوا الأعداء وقوتهم.. منعوا الأعداء.. الأرض الأم مدينتهم.. كشفوا الأشرار وخطتهم.. قتلوا الأعداء
صعدوا حينا.. حينا نزلوا.. في كل مكان قد دخلوا.. في كل الأجواء.. ليصدو ا الأعداء..

## كلمات النهاية
لأجل أن تساهموا بالذود عن دياركم.. لابد أن تقاوموا وتهزموا أعدائكم.. النصر لا يجيء بالتمني.. والفجر لا يلوح بالتغني.. لا بد من بسالة مع العمل.. وهكذا سيرتوي غصن الأمل.. وتزهر الحياة.. الويل للغزاة 

## فريق العمل
| - الممثلون - مسافر عبد الكريم في دور عدوان - جاسم النبهان في دور دهاس - فلاح هاشم في دور فارس - طارق عبد اللطيف في دور صابر - علي محمد إبراهيم في دور صقر - سناء التكمجي في دور رنا - مها المصري في دور هبة - سعاد جواد في دور مفيد - نور الهدى صبري في دور نمرة - عبد الله الأستاذ في دور شامل - إيمان حسين في دور مشمش - حليم حسن في عدة أدوار - تخبة من الفنانين الخليجيين - إشراف هندسي : محمد حسن - ترجمة النصوص : جمان صالح | - متابعة النصوص : سعاد عبد المنعم - إشراف لغوي : فالح الخفاجي - تأليف الأغاني : فلاح هاشم - ألحان : طالب غالي - غناء : لنا طالب - هندسة الصوت : عبد العزيز الجسمي، دليم المطيري، محمد العتيبي - مونتاج الحوار : تماضر نجيب - مكساج : عبد العزيز الجسمي - أشرف على النقل : إسماعيل الدوسري - تلسينما : جميل الكندري، جوفنتري شار - خطوط : يوسف العجوز - مونتاج فيديو : فاروق القيسي - إدارة الإنتاج : فهد العباد - إخراج الحوار : د. فائق الحكيم - تم الدوبلاج في تلفزيون الكويت (مراقبة السينما) - الإشراف الفني : د. فائق الحكيم |  |

## روابط خارجية
- الحوت الأبيض على موقع ANN anime (الإنجليزية)